# Mark Severin
Mark Fernand Severin (Elsene, 5 januari 1905 - Ukkel, 10 september 1987) was een Belgisch kunstenaar en grafisch ontwerper. 
Mark Severin wordt beschreven als een van de meest vooraanstaande graveurs van zijn generatie. Hij specialiseerde zich in fijn miniatuurwerk, waaronder postzegels en boekillustraties. Hij maakte bijna vijfhonderd ex libris, waarvan een groot aantal met erotische onderwerpen. Hij was ook actief als reclamedesigner in Groot-Brittannië, hij maakte posters voor onder andere Imperial Airways en de Londense metro.

## Levensloop
Hij was een zoon van de Waalse dichter-tekenaar Fernand Severin (1876–1931) en een Vlaamse moeder. Later verhuisde de familie naar Gent en in de Eerste Wereldoorlog kwam de familie voor zes maanden in Utrecht en Harderwijk terecht. Daarna namen zij de boot naar Engeland en gingen in Hertfordshire wonen. In 1919 keerde de familie weer terug naar Gent.
Severin volgde een opleiding in Groot-Brittannië, waar hij zich in 1933 vestigde en waar hij graficus werd. Hij beheerste talrijke grafische technieken, zoals houtsnede, houtgravure, ets, aquatint en burijngravure. Hij werkte aanvankelijk in Londen als artistiek directeur van een reclamebureau en illustreerde boeken voor Belgische en Britse uitgeverijen. Hij was decorateur van vijf paviljoens op de Wereldtentoonstelling van 1935 in Brussel. Severin was lid van de Koninklijke Academie en wordt omschreven als een van de meest opvallende graveurs van zijn generatie.
Hij heeft zijn internationale bekendheid vooral te danken aan zijn soms sterk erotisch getinte kopergravures. Verzamelaars van erotica betalen nu reeds hoge prijzen voor zijn werk. Het tekstgedeelte van zijn ex libris is vaak van een kalligrafische zuiverheid.
In 1935 trouwde Severin met Nina Holme, een kinderboekillustratrice. Zij was de dochter van Charles Geoffrey Holme (medeoprichter en redacteur van het geïllustreerde beeldende kunst- en kunstnijverheidstijdschrift The Studio Magazine). Mark en Nina kregen twee zonen: Erik en Geoffrey. Zijn zonen en goede vriend Andre Gastmans (graveur) sloegen de handen in elkaar om na het overlijden van Severin een catalogus van zijn werken uit te gegeven: Mark SEVERIN (1993).
Severin wordt door zijn naasten beschreven als een humanist in hart en nieren; een hardnekkige belever van het dagelijkse bestaan. Een man met een glimlach in zijn ogen die belang hecht aan vriendschap, eenvoud en bescheidenheid.

## Carrière

#### Studententijd
Terwijl hij in de jaren twintig nog een universiteitsstudent was, bracht Severin veel tijd door met het tekenen van de boten die hij zag terwijl hij kano voer op de plaatselijke Gentse rivieren. Ook maakte hij een groot aantal karikaturen voor studentenkranten. Rond 1922 werd hij benaderd door een buurman die de karikaturen had gezien en die vroeg of hij tekeningen wou maken van boten die wekelijks gepubliceerd zouden worden in het tijdschrift Wandelaer-Sur l'eau. Als betaling hiervoor ontving hij wat op dat moment, en vooral voor een student, het relatief hoge bedrag van 200 francs (4,96 euro) per stuk was. De tekeningen die hij voor het tijdschrift maakte, werden gezien door de redactie van verschillende Duitse tijdschriften. Ook zij wilden met hem samenwerken, er werd hem gevraagd om elke maand enkele gekleurde tekeningen te maken. Hij werd zelfs beter betaald, namelijk 300 Duitse mark (153,39 euro) per tekening. Dit ging zo door tot Adolf Hitler aan de macht kwam en toen er geen valuta meer uit Duitsland kon komen - in dat stadium begon hij te werken voor Engelse tijdschriften (The Bystander en The Sketch). 
In 1928, toen hij 22 of 23 jaar oud was, werd hem door de Nederlandse uitgeverij Van Kampen gevraagd om Achter der Afsluitdijk te illustreren, een humoristisch verslag over de teruggewonnen gebieden achter de nieuw aangelegde dammen in Nederland. Hiervoor maakte hij 27 tekeningen.
Hij leerde pas in de jaren twintig graveren, toch maakte hij veertien illustraties voor zijn tweede boek, De Heldentocht van Alexis, Antwerpsche Bark, 1934, ze werden beschreven als gravures. Dit was alweer een humoristisch boek dat vertelt over de reis van de Alexis, wiens bemanning zoveel avonturen beleefde op weg naar Australië dat ze nooit ergens toekwamen. De Sikkel, zijn uitgever, had op zijn beurt de tekeningen in Wandelaer-Sur l'eau gezien voordat hij hem vroeg om aan zijn boek te werken. Zoals geïllustreerd met scraperboard-tekeningen, dit keer in drie kleuren, was het de beurt aan Hoe de Vlamingen te laat kwamen, door N.E. Fonteye. De tekeningen zijn gemaakt op enkele stukjes wit bord, doorsneden om de zwarten te tonen en met toegevoegde kleuren; de kleuren werden vervolgens mechanisch gescheiden in drie platen om te worden bedrukt. Eén werd later gebruikt op de stofomslag van Fr. Leytens boek over Severin, gepubliceerd in 1954.

#### De oorlogsjaren (1940-1945)
Tijdens de oorlog leefde hij in Brussel, en in 1941 illustreerde hij de Als ik Kan, gedichten over Jan van Eyck. Hiervoor maakte hij 35 gedetailleerde pentekeningen in de artistieke stijl van de late vijftiende eeuw. Er waren zes tekeningen naar Van Eyck zelf, waarvan er vijf met gedichten werden overgedrukt. Dit is geen boek waar Severin later erg trots op was, omdat hij het gevoel had dat, hoewel er een paar goede tekeningen bij zijn, de meeste té stijlvol zijn. In enkele exemplaren heeft hij een paar illustraties met de hand ingekleurd. De brieven die hij illustreerde in 1943 waren geschreven door de Vlaamse schrijver Karel van de Woestijne, ze spreken over de lente in Lathem, een dorp in het Belgische platteland gelegen nabij Gent. De door Severin gemaakte illustraties voor De Laethemsche Brieven over de Lente zijn zeer effectief, enkel pure lijnen, zonder enige schaduw. In ongeveer dezelfde tijd graveerde Severin een frontispice, en tekende 22 kop en staartstukken voor een verzameling gedichten, La Cantique de la Vie, een reeks tekeningen van een naakt stel. Het is een interessante voorloper van zijn latere werk, hoewel de figuren zich in dit stadium in een zeer nette houding bevinden, en niet echt duidelijk getekend zijn. Het laatste geïllustreerde boek tijdens de oorlog was een editie in het Frans van de Vier Evangeliën, uitgegeven door Editions du Lys in 1944. Een ander boek waarvoor hij tijdens de oorlog zo'n 52 tekeningen en drie houtgravures maakte, werd niet uitgegeven, de uitgever ging failliet voordat het kon worden geproduceerd. Dit zou Modeles de Bateaux zijn geweest, en zou een prachtige afsluiter zijn geweest van zijn werk als mariene kunstenaar. Severin had zich namelijk rond 1930 bij een groep kunstenaars aangesloten, de Société Belge de Peintres de la Mer, en had in de jaren 30 en begin jaren 40 veel tekeningen gemaakt van schepen en de zee. Een van de gegraveerde apparaten wordt getoond in het boek van Leytens, evenals een van de tekeningen van een zeilboot buiten Antwerpen. Hij maakte ook grote schilderijen waar hij de vergane glorie laat herleven aan de hand van poëtische uitzichten op havens of heroïsche gevechten tussen schip en zee.
In 1944 tijdens de Duitse bezetting stuurde Severin een kerst- en nieuwjaarskaart met een vrolijke groep zingende kleine engeltjes die door een zwaar traliewerk heen de nakende bevrijding aankondigden… Enkele jaren later tekende hij gelukkige, dansende mensen afkomstig uit verschillende landen en standen met als bijschrift: “Mogen zij allen nu eens voorgoed vrienden zijn.”. Als overtuigde humanist zie je in verschillende werken zijn subtiele of minder subtiele mening voorkomen. Steeds met een vleugje humor verwijst hij naar een humanistische inhoud. In deze kleine werken schemert zijn optimistische levensfilosofie door.

#### Naoorlogse carrière
Severin keerde in 1944 terug naar Engeland met zijn vrouw Nina Holme. In 1948 gingen ze terug naar België  waar Severin de functie van hoogleraar in hout en gravure op zich nam aan het Antwerpse Instituut voor Schone Kunsten. Gedurende deze jaren, en in de jaren na zijn terugkeer in België, was het werk van Severin bijna volledig gericht op de Engelse lezers. Zijn werk werd gepubliceerd door de Oxford University Press, de Golden Cockerel, de Folio Society en andere Engelse uitgevers. De Oxford University Presswas de eerste Engelse uitgever voor wie Severin werkte na de oorlog. Voor hen illustreerde hij vier gedichtenbundels van Ian Serailler, te beginnen met Thomas and the Sparrow in 1946. The Tale of the Monster Horse volgde in 1953, en hier zijn de grotere tekeningen een stuk succesvoller, zwarte lijnen op een witte achtergrond vormen het verhaal van het meisje dat haar haar laat knippen en droomt over het veranderen in een zeemeermin. In Severin zijn portfolio is het duidelijk dat hij regelmatig een fantasiewereld indook, met zeemeerminnen, monsters en andere magische wezens.
Op hetzelfde moment dat Oxford Severin contacteerde, werd hij ook benaderd door Christopher Standford, toen eigenaar van de Golden Cockerel Press. Ze maakten twee publicaties, het tweede boek Homeric Hymm to Aphrodite, werd een van Severins meest succesvolle boeken. De tekst werd gedrukt in het Grieks en het Engels, en tegenoverliggende pagina's worden ingeleid door kleinere gravures van dezelfde kwaliteit als deze van de frontispiece: gevuld met goden en godinnen. De tekeningen waren geïnspireerd op oude Griekse vazen, hij voegde er zoals wel vaker een portie humor aan toe. Bijna net zo succesvol waren Circe en Ulysses, ook voor Golden Cockerel in 1954. Voor het laatste Golden Cockerel-boek, Apollonius van Tyrus (1957), gebruikte Severin kopergravures. Ook gegraveerd in koper was Mounts of Venus (1978), waar badende mooie vrouwen te zien waren. De zestien gravures werden oorspronkelijk verkocht als een set van prints, waar de namen van de landen waaruit de meisjes kwamen door Severin in potlood werden toegevoegd. Dit zijn enkele van de fijnste gravures die Severin maakte, heel klein: elk meisje niet meer dan 45 mm, met haar vrouwelijke delen benadrukt.

#### Technische werken
Naast geïllustreerde boeken schreef Mark Severin ook drie technische boeken over graveren en ex libris. De eerste was Making a Bookplate, een dunne quarto uitgegeven door Studio in 1949. Het tweede werk genaamd Your Wood-Engravings (1955) werd uitgegeven door Sylvans Press in hun "Home Craft" reeks. Het laatste technische boek dat Mark Severin maakte, werd in 1972 gepubliceerd door de Private Libraries Association. Het boek, Engraved Bookplates, besprak en toonde het werk van Europese graveurs in de periode 1950-1970. Een zeer nuttig werk, vooral voor degenen die toen eigentijdse ex libris begonnen te verzamelen.

## Variëteit in het werkveld
In iets meer dan vijftig jaar heeft Mark Severin zesentwintig boeken geïllustreerd. Deze omspannen een brede waaier van onderwerpen; van vroegere tekeningen over het volk in België en Nederland, de schepen die hem zo fascineerden, de humoristische tekeningen van Serrailler, tot de mooie meisjes die hij als geen ander kon weergeven in alle vormen en erotische houdingen. Maar dit is niet het enige. Hij varieerde in zijn werkveld en maakte onder meer affiches, schoolplaten, kalenders, marine schilderijen en portretten, muurschilderijen, glasramen, landkaarten, boekillustraties, Gentse Floraliën en postzegels. Hoewel velen hem zien als de meester van ‘de zwarte lijn’ maakte hij ook een groot aantal werken in kleur.
De ex librissen van Mark Severin zijn echter waar hij het beste en meest betekenisvolle van zichzelf gegeven heeft. Zijn werk is in eerste instantie een hulde aan de vrouw. Ook het landschap en de natuur in het algemeen nemen in zijn ex libris een bijzondere plaats in. Schepen zijn een oude passie van Severin en ook hiervan maakte hij enkele exemplaren. Zijn erotische ex libris moet men bekijken als een hulde aan de vrouwelijkheid. Hij graveerde ze zonder enige bijbedoeling of agressiviteit, omdat de vrouw volgens hem in haar seksuele activiteiten nog mooier is.

## Publicaties

#### Severin zijn technische boeken
- Making a Bookplate (How to do it series), London, The Studio Publications, (1949)
- Your Wood Engraving, London, Sylvan Press, (1953)
- Engraved Bookplates, European Exlibris 1950-1970, Pinner, Private Libraries Association, (1972)

#### Severins illustraties in boeken van andere auteurs
- Woman in Detail by Patrick Miller. 5 collotype plates after drawings by Severin.  London, The Golden Cockerel Press, 1947
- The Homeric Hymn to Aphrodite A New Translation by F.L. Lucas, Fellow of King's College, Cambridge. Ten Engravings by Mark Severin. London, Golden Cockerel Press, 1948
- Circe and Ulysses Translated by William Browne.  Illustrations by Mark Severin. London, Golden Cockerel Press, 1954
- Aollonius of Tyre.  Historia Apollonii Regis Tyri Translated by Paul Turner.  Six engravings by Mark Severin.  London, Golden Cockerel Press London, 1956
- Eve's Moods Unveiled by Jonathan Hanaghan.  Copper engravings by Mark Severin.  Dublin, Runa Press, 1957
- Five Japanese Love Stories by Ihara Saikaku, illustrated with wood engravings by Mark Severin. London, Folio Society, 1958
- Stories by Karel van de Woestijne, illustrations by Mark Severin.  Amsterdam, World Library Association, 1959
- Beowulf the Warrior Ian Serraillier, illustrations by Mark Severin. New York, Henry Z. Walck, Inc., 1961.

#### Boeken
- Chambers, David, Mark Severin's book illustrations (1980).
- Leytens, Fr., Mark F. Severin En Zijn Werk. Amsterdam: Wereldbibliotheek (1954), 70 zw/w afb., 72 pp.
- Antoine Rousseau, André Gastmans, Erik en Geoffrey Severin: Mark SEVERIN. De Dijle (1993).

#### Websites
- Tento: Ex Liblis -
- DB: Nine Bookplates Designed and Engraved by Mark Severin -
- Discover Yale Digital Content: Collection of Bookplates by Mark Severin, circa 1922-1963 - [dode link]

- Bibliothèque nationale de France: cb12793148h (data)
- Gemeinsame Normdatei: 174326440
- International Standard Name Identifier: 0000 0001 1776 7636
- Library of Congress Control Number: no2005109907
- National Gallery of Victoria: 14497
- Nationale Bibliotheek van Israël: 987007282021605171
- Nederlandse Thesaurus van Auteursnamen: 070908567
- RKD-Nederlands Instituut voor Kunstgeschiedenis: 72118
- SNAC: w6mf46wj
- Système universitaire de documentation: 189567422
- Union List of Artist Names: 500060823
- Virtual International Authority File: 96091914
- WorldCat: E39PBJqfK6qqbdDKtDVBG37j4q